# Zuzara digitata
Zuzara digitata är en kräftdjursart som beskrevs av Harrison och David Malcolm Holdich 1984. Zuzara digitata ingår i släktet Zuzara och familjen klotkräftor. Inga underarter finns listade i Catalogue of Life.